# Vedène
Vedène este o comună în departamentul Vaucluse din sud-estul Franței. În 2009 avea o populație de 10.371 de locuitori.

## Evoluția populației
| An        | 1975  | 1982  | 1990  | 1999  | 2006  | 2009   |
| --------- | ----- | ----- | ----- | ----- | ----- | ------ |
| Populație | 4.388 | 5.588 | 6.675 | 8.673 | 9.673 | 10.371 |